# Littledean
Littledean é uma paróquia e aldeia de Forest of Dean, no condado de Gloucestershire, na Inglaterra. De acordo com o Censo de 2011, tinha 1296 habitantes, em uma área de 6,47 km².